# Dystheatias punctata
Dystheatias punctata är en insektsart som beskrevs av Melichar 1914. Dystheatias punctata ingår i släktet Dystheatias och familjen kilstritar.
Artens utbredningsområde är Filippinerna. Inga underarter finns listade i Catalogue of Life.